# Radhia Haddad
Pour les articles homonymes, voir Haddad.
Radhia Haddad (arabe : راضية الحداد), née Radhia Ben Ammar (راضية بن عمار) le 17 mars 1922 à Tunis et morte le 20 octobre 2003 à Carthage, est une militante féministe et femme politique tunisienne.
Elle préside notamment l'Union nationale des femmes de Tunisie durant quinze ans.

## Biographie

### Jeunesse
Née le 17 mars 1922, fille de Salah Ben Ammar, elle grandit dans une famille de la bourgeoisie traditionnelle tunisoise intellectuellement ouverte,. Elle fait des études primaires brillantes, en français, à l'école française de Franceville mais, de par sa condition de fille, ses parents l'obligent à quitter l'école à douze ans, après avoir obtenu le certificat d'études primaires ; elle se plaindra plus tard « qu'aucun sacrifice n'était jugé trop grand pour faciliter les études de mes frères ». Elle poursuit néanmoins des cours de langue arabe à domicile et apprend beaucoup de son frère, le futur homme politique et militant des droits de l'homme Hassib Ben Ammar, avec qui elle discute souvent en lisant ses livres de collège. Radhia Haddad, forcée de porter le voile (sefseri), se révolte et refuse de quitter la maison. Elle profite de la visite du docteur Abderrahmen Mami, quand quelqu'un tombe malade dans son foyer, pour discuter avec lui du Vieux et du Néo-Destour.

### Engagement militant et politique
C'est voilée qu'elle fait ses premiers pas de militante et commence à participer à la vie associative et politique. Elle adhère à l'Union des femmes musulmanes de Tunisie, fondée par Bchira Ben Mrad, et participe au mouvement national en assistant les Tunisiens contre le protectorat français. Elle participe également aux campagnes de solidarité et de collecte de dons au profit des étudiants à l'étranger. En 1946, son beau-père, engagé en politique, lui propose de prendre part à une réunion tenue dans leur maison et à laquelle participent deux membres du Néo-Destour, Salah Ben Youssef et Allala Belhaouane. Après avoir assisté à cette réunion d'hommes, avec le consentement de ses hommes les plus proches (son beau-père et son mari), elle décide de retirer le voile, persuadée que personne n'y tient. En 1947, elle crée et préside l'organisation féminine Les Amies des Scouts. Elle écrit aussi une pièce de théâtre, où elle joue un rôle.
Après l'indépendance de la Tunisie en 1956, avec la promulgation le 13 août du Code du statut personnel (CSP) donnant à la femme une place inédite dans la société, elle devient rapidement l'une des premières femmes parlementaires en Afrique et dans le monde arabe en siégeant comme députée de la circonscription de Tunis entre 1959 et 1974,.

### Présidente de l'UNFT
Membre du Néo-Destour puis du Parti socialiste destourien (PSD) entre 1952 et 1972, elle fait partie en 1956 de l'assemblée constitutive de l'Union nationale des femmes de Tunisie (UNFT). Elle préside cette organisation durant quinze ans, de 1958 à 1972, après sa désignation lors du premier congrès de l'UNFT, tenu du 7 au 9 avril 1958 à la Bourse du travail. Une fois le congrès terminé, le président Habib Bourguiba charge le directeur du Néo-Destour, Abdelmajid Chaker, de remplacer la présidente Aïcha Bellagha (présidente sortante choisie consensuellement lors de la réunion constitutive de l'UNFT tenue le 26 janvier 1956) par Radhia Haddad en fournissant un résultat de vote donnant à Haddad, avec Fethia Mzali, une avance sur Asma Belkhodja-Rebaï, Saïda Sassi (nièce de Bourguiba) et Aïcha Bellagha. Belkhodja-Rebaï déclare alors : 
« Notre déception était grande, non pas de la personne de Radhia Haddad, mais de la manière dont l'affaire a été traitée. Mais à ce moment, déception et désaccord ne mènent pas automatiquement vers l'opposition. Et qui, à cette époque, s'opposerait-il à Bourguiba ? »
Elle milite à l'UNFT pour que les femmes apprennent à lire et écrire en poursuivant des études, puis travaillent pour assurer leur autonomie financière. Par sa force de conviction et par son comportement, elle parvient à transformer en profondeur la société « d'une façon harmonieuse, dans le calme et l'entente sans heurts ni « retours de manivelle » ». Elle fonde et dirige la revue trimestrielle La Femme, publiée par l'organisation. Au regard de son action, Bourguiba lui déclare même : « Je suis le président des hommes et vous la présidente des femmes ».

### Résistance et retraite
Après la crise sociale de 1969-1970, elle rejoint Ahmed Mestiri qui constitue un groupe de « démocrates » au sein du PSD et du gouvernement. Radhia Haddad démissionne de l'UNFT et du PSD le 8 mars 1972, même si l'historienne Catherine Mayeur-Jaouen avance qu'elle a été exclue de ce dernier, et si Khedija Arfaoui indique qu'elle aurait été démise de ses fonctions de présidente de l'UNFT par Bourguiba pour cause de désobéissance. Elle est alors « maltraitée en public et traînée devant les tribunaux sous des prétextes futiles ». Elle est notamment condamnée le 9 mai 1974 à quatre mois de prison avec sursis et une amende de cent dinars lors d'un « curieux procès ». Elle y est notamment défendue par vingt avocats, dont les anciens ministres Mestiri et Béji Caïd Essebsi mais aussi Me Chtourou et Me Arezki Bouzida, bâtonnier d'Alger et grand militant du FLN. Haddad en souffre beaucoup et finit par se retirer de la vie politique. Elle vit une paisible retraite et s'occupe de sa petite maison d'édition, Elyssa, de l'autre nom de Didon, reine phénicienne et fondatrice légendaire de Carthage.
Elle publie en 1995 une autobiographie intitulée Parole de femme. À propos du CSP, elle y écrit que, sans l'action de Habib Bourguiba, « aucune réforme radicale n'aurait pu réussir. Je crois que ce sera son plus grand mérite devant l'Histoire, car si tous les pays ont fini, un jour ou l'autre, par se débarrasser de la domination étrangère, aucun, et surtout aucun pays arabo-musulman, n'a osé une révolution sociale d'une telle ampleur ».
Morte le 20 octobre 2003 à Carthage, elle est enterrée au cimetière du Djellaz.

### Vie privée
Radhia Haddad se marie à 18 ans avec son cousin maternel.
Elle est la grand-mère de Youssef Chahed (fils de Neila Chahed née Haddad), ministre des Affaires locales en 2016 puis chef du gouvernement de 2016 à 2020.

## Hommages

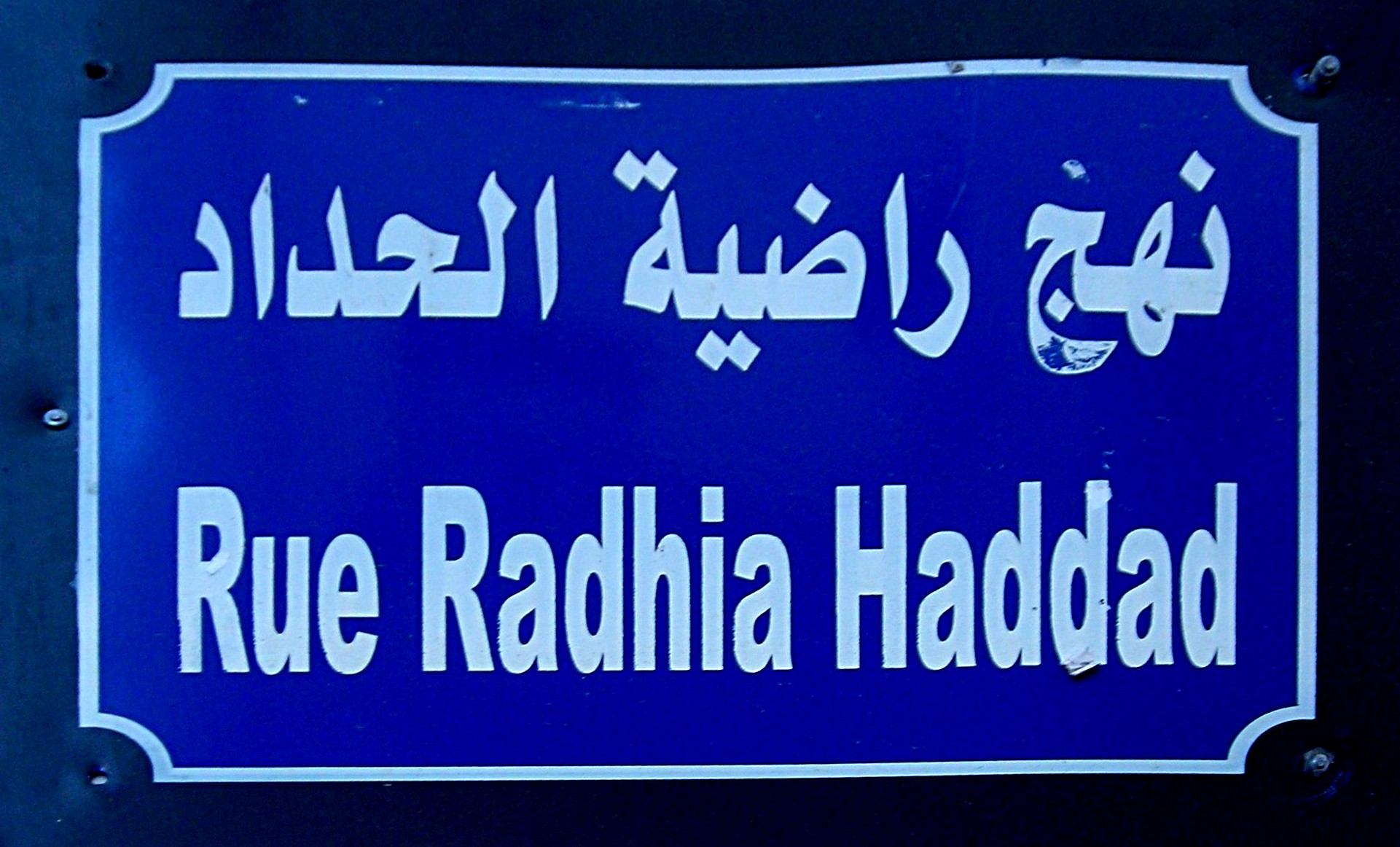
Plaque de la rue Radhia Haddad.

Le Rassemblement constitutionnel démocratique lui rend un vibrant hommage après son décès.
Le 19 novembre 2011, la rue de Yougoslavie au centre de Tunis est rebaptisée par le président par intérim Fouad Mebazaa à son nom.

## Distinctions
- Commandeur de l'Ordre tunisien de l'Indépendance (1968)[24].

## Publications
- Parole de femme, Tunis, Elyssa, 1995, 253 p. (ISBN 978-9973-775-00-9).